# Quarter Inch Cartridge

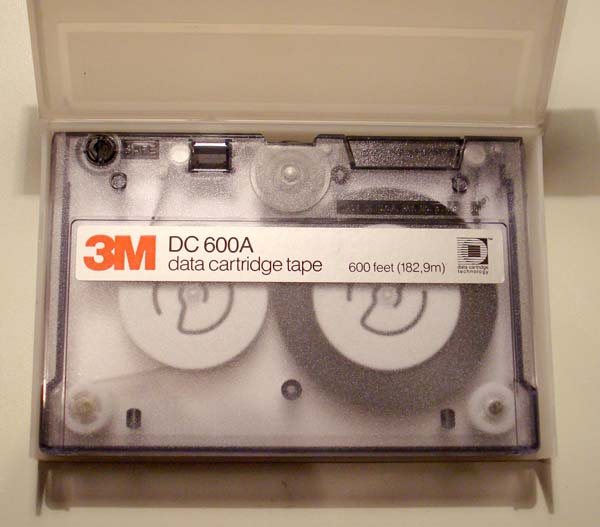
Bande QIC dans son boîtier.

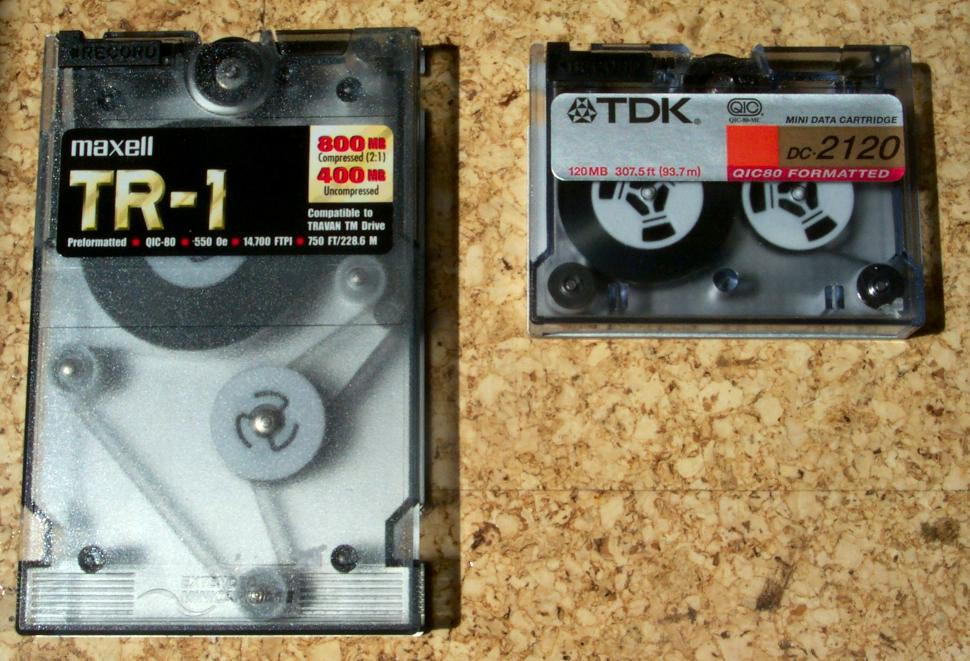
Cartouche 400 Mo (à gauche) et 120 Mo (à droite).

Quarter Inch Cartridge (QIC) ou bande quart de pouce est un format de bande magnétique introduit par 3M en 1972, encore en usage dans les années 2000.
La bande a une largeur d' 1⁄4 de pouce (6.35 mm) et une longueur comprise entre 300 et 1500 pieds  (91 à 457 m).
Il existe différentes générations de bandes, de la cartouche DC300 d'une capacité de 200 Ko à la QIC-1350 de 1,35 Go.
Le constructeur Iomega a développé une gamme de cartouches appelée Ditto d'une capacité allant jusqu'à 10 Go, mais a cessé sa commercialisation en 1999.